# 馬爾蒂拉

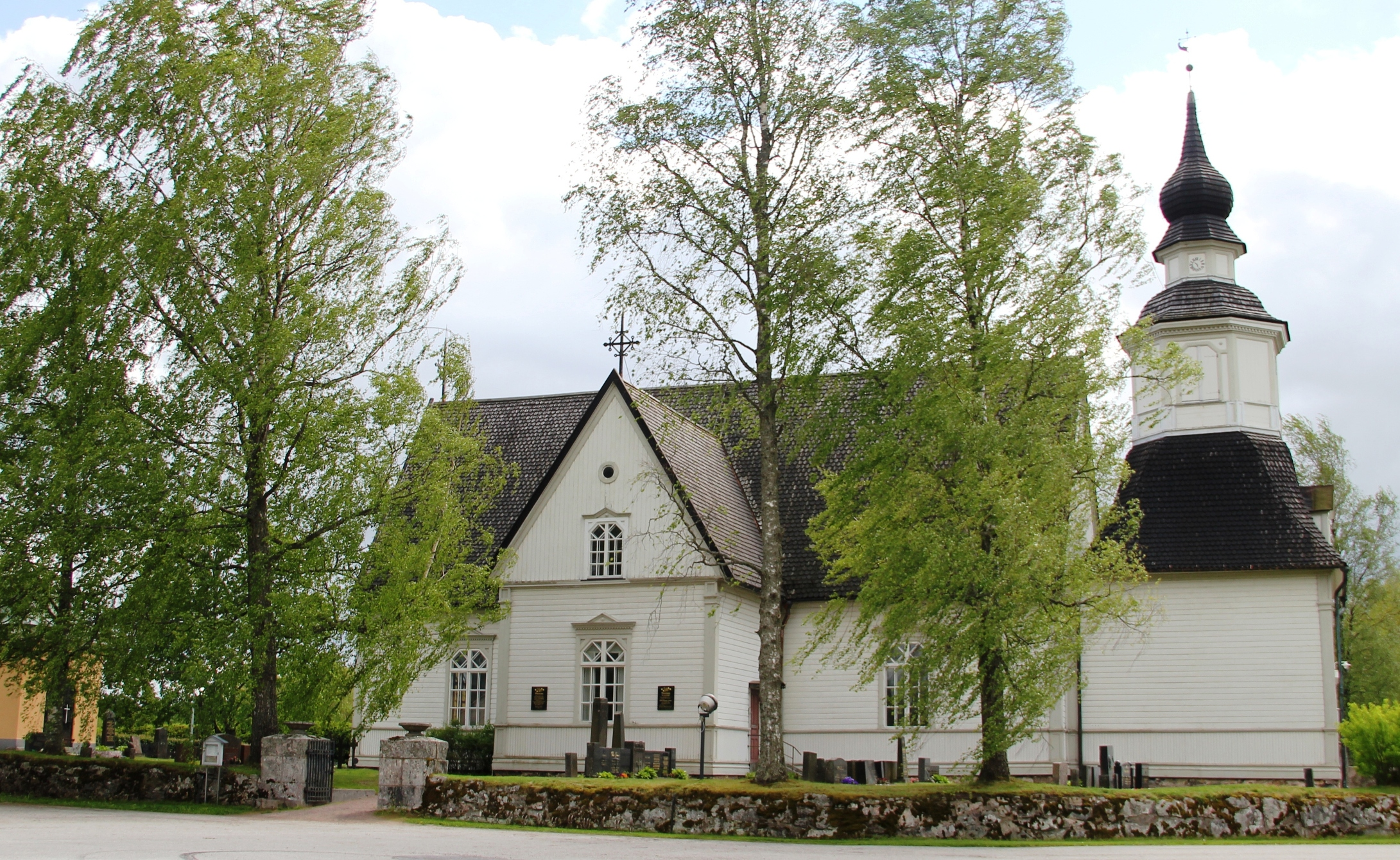
马尔蒂拉教堂

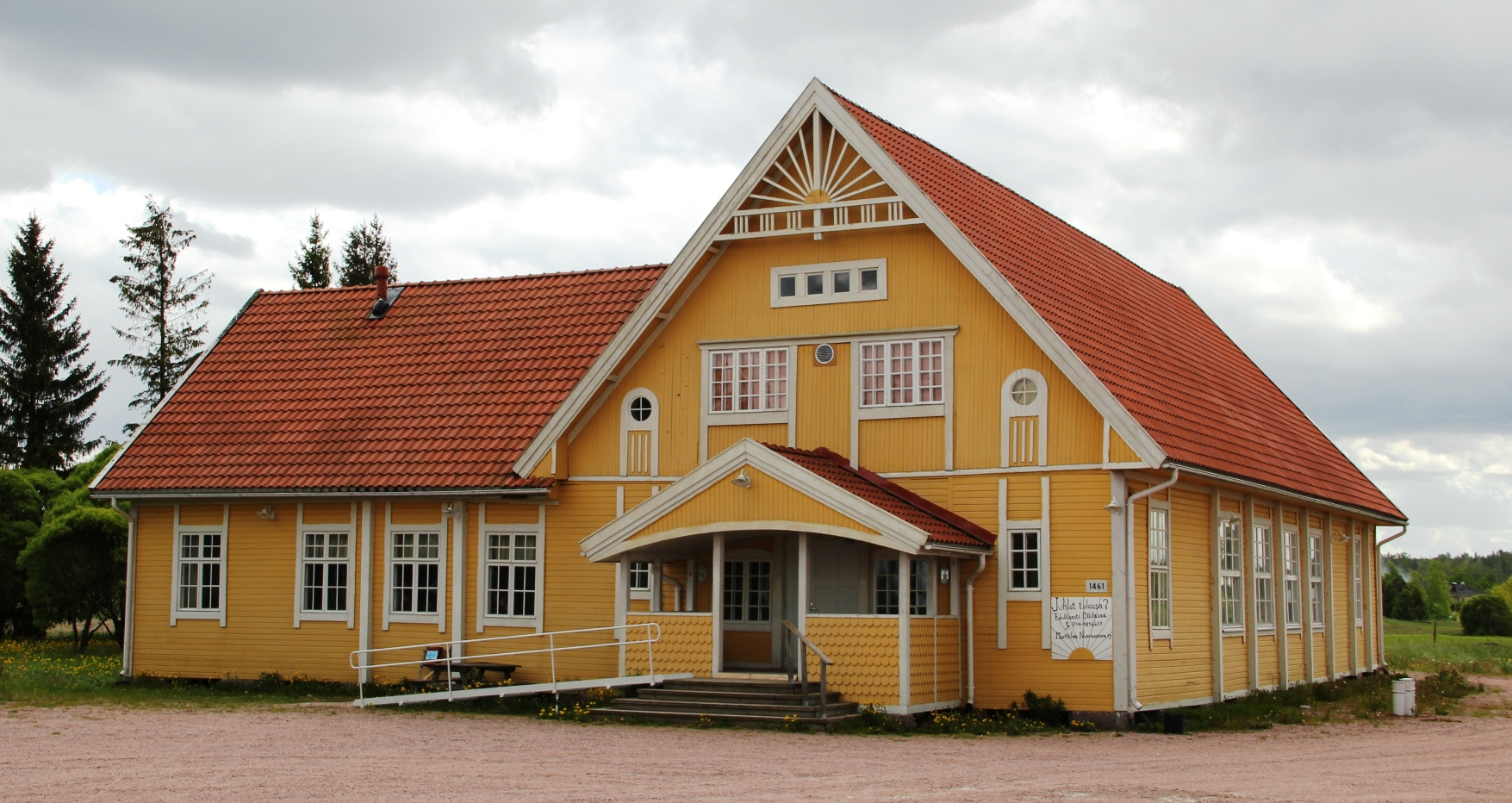
马尔蒂拉青年活动中心

馬爾蒂拉（芬蘭語：Marttila）是芬蘭的市鎮，位於該國南部，由西南芬蘭區負責管轄，始建於1409年，面積195.98平方公里，2013年人口2,004，人口密度為每平方公里10.26人。

## 外部連結
- Municipality of Marttila （页面存档备份，存于） – Official website （文）